# Nationalstraße 90 (Israel)

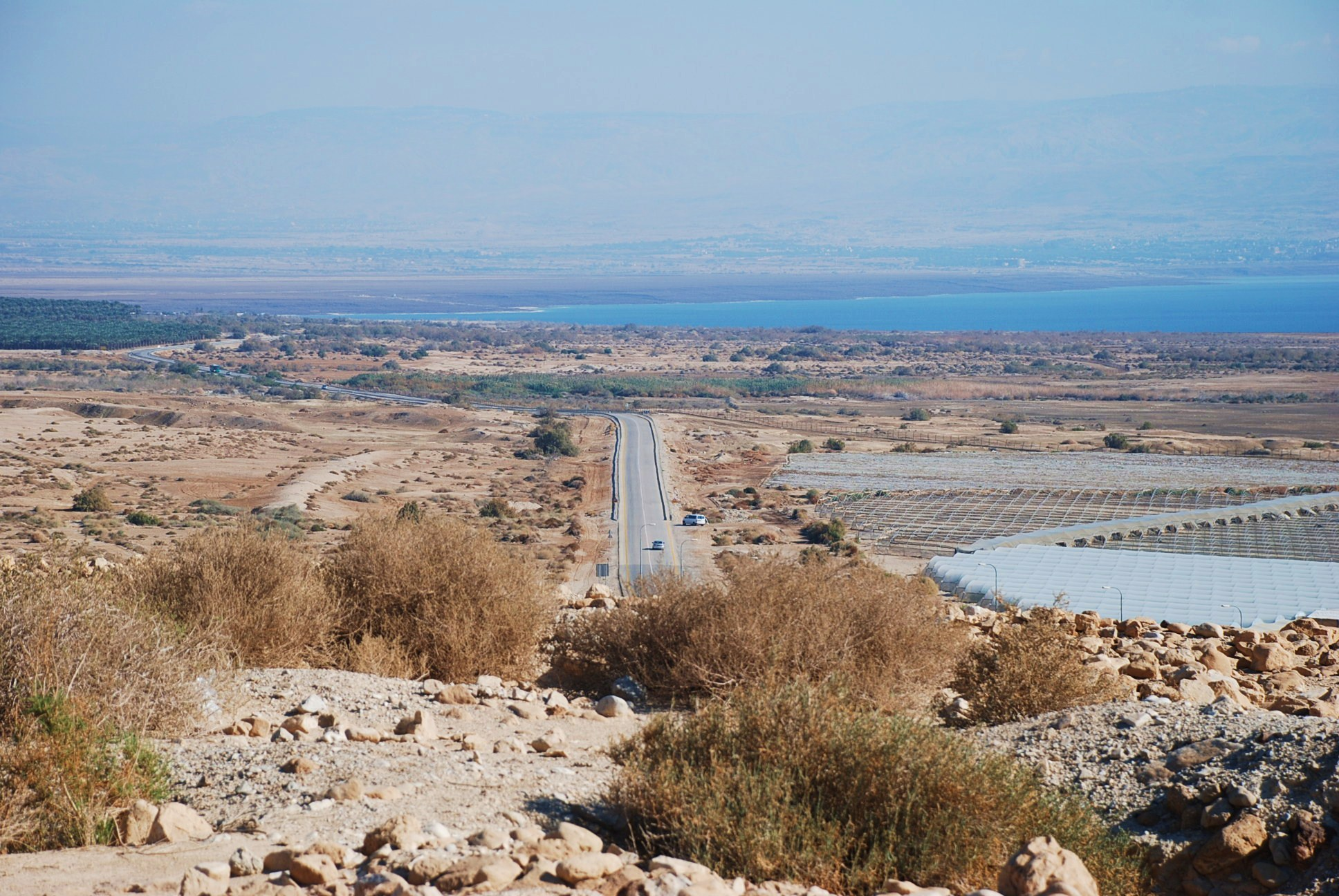
Straßenverlauf bei Qumran

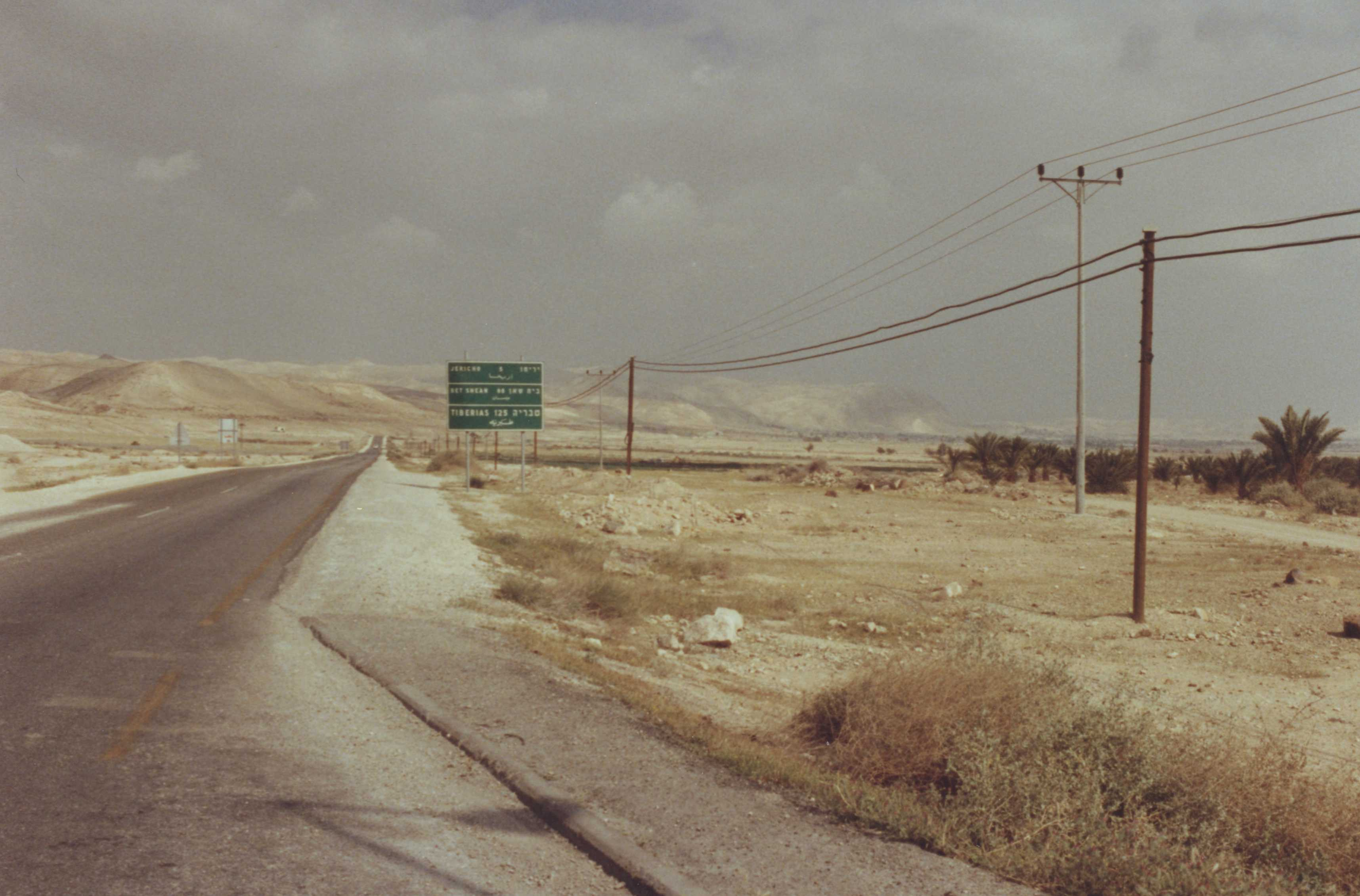
Straßenverlauf bei Jericho 1992

Die israelisch-palästinensische Nationalstraße 90 (hebräisch כְּבִישׁ אַרְצִי רָאשִׁי 90 Kvīsch Artzī Rāschī tischʿīm, deutsch ‚Haupt-Landesstraße 90‘, kurz: hebräisch כְּבִישׁ תִשׁעִים Kvīsch tischʿīm) ist ein durchgängig asphaltierter Verkehrsweg, der die Stadt Eilat am Roten Meer entlang des Toten Meeres über das Jordantal mit dem äußersten Norden Israels verbindet.

## Bedeutung
Für Israel bildet die etwa 480 Kilometer lange Nationalstraße  die direkte Nord-Süd-Achse des Landes. Im Bereich des Jordantals besaß sie während der Besetzung der Westbank eine besondere militärische Bedeutung, da mit ihrer Hilfe die Grenzsicherung zum benachbarten Königreich Jordanien gewährleistet werden konnte. Von dessen Gebiet drangen bewaffnete Palästinenser-Kombattanten ein, die Attentate und Sabotageakte verübten.
Im Jordantal der Westbank hat Israel 400 Quadratkilometer zur geschlossenen militärischen Zone erklärt. Darunter zählen Flächen für militärisches Training der IDF, Minenfelder und Sicherungsflächen mit Schusswaffengebrauch.
Im Jordantal zwischen dem Toten Meer und Nordisrael bildet sie eine der Haupterschließungsrouten für alle Siedlungen im östlichen Teil des Judäischen Berglands, für Anlagen der politisch umstrittenen Wassergewinnung sowie für die Landwirtschaftsbetriebe in der Jordanebene. Die landwirtschaftliche Nutzung stellt einen wichtigen Teil des israelischen Nahrungsgüterexports dar, ist aber auch für die palästinensische Wirtschaft bedeutsam. Im Jordantal des Westbankgebietes leben etwa 53.000 Palästinenser und einige Beduinen-Kommunen.
Seit Mai 2005 ist es Palästinensern mit im Personaldokument nachgewiesenen Aufenthaltsrechten im Jordantal wieder erlaubt, die Nationalstraße 90 zu benutzen.

## Wichtige Ortschaften an der Nationalstraße 90
von Norden nach Süden:
- Metulla
- Kirjat Schmona
- Rosch Pinna
- Migdal
- Tiberias
- Beit Scheʾan
- Jericho
- Eilat

## Verlauf
Die Nationalstraße 90 führt ab dem israelisch-ägyptischen Grenzübergang Taba an der Landesgrenze im Süden Israels einige Kilometer am Roten Meer entlang bis Eilat. Von dort geht sie in nördlicher Richtung durch das Aravatal am Rande der Wüstenregion des Negev, wobei entlang ihrer Route einige prähistorische und antike Fundstätten sowie das Jotvata-Reservat liegen. Dieser Abschnitt wird Kvisch haʿAravah (hebräisch כְּבִישׁ הָעֲרָבָה ‚Fernstraße der ʿAravah‘). Bei Neve Zohar, wo die Nationalstraße  in Richtung Arad abzweigt, berührt sie erstmals die unmittelbare Umgebung des Toten Meeres, dessen Westufer sie nun parallel folgt. Nördlich von ʿEin Gedi passiert sie einen Kontrollpunkt, wonach die Nationalstraße weiter dem Toten Meer folgt. In diesem Bereich liegt westwärts das Judäische Bergland und am Nordende des Toten Meeres die archäologische Fundstätte Qumran. Der Abschnitt entlang des Toten Meeres wird Kvisch Jam haMelach (hebräisch כְּבִישׁ יַם הַמֶּלַח deutsch ‚Fernstraße des Meers des Salzes‘, englisch Dead Sea Highway) genannt. Wenige Kilometer nördlich des Toten Meeres geht nach Westen die Haupt-Nationalstraße  ab Richtung Jerusalem und Tel Aviv.
In einem weiten Bogen nach Osten führt die Nationalstraße 90 um Jericho herum. Auf dieser Strecke zweigt die Straße zum Grenzübergang Allenby-Brücke nach Jordanien ab. Weiter im Jordantal aufwärts passiert die Nationalstraße 90 kleinere landwirtschaftliche Siedlungen. Bei Yafit gibt es einen Abzweig zum nahe gelegenen Jordantal-Denkmal, das an Soldaten der Israelischen Armee erinnert, die seit 1967 bei ihrem Dienst im Jordantal starben. Hier wird die 90 Kvisch haBiqʿah (hebräisch כְּבִישׁ הַבִּקְעָה ‚Fernstraße der Senke‘ [des Jordans]) genannt.
Weiter nördlich davon kreuzt die Nationalstraße , die von Nablus aus dem Judäischen Bergland herab kommt und zu einem geschlossenen Grenzübergang (Damiya-Brücke) am Jordan führt. Nach diesem Kreuzungspunkt führt die Nationalstraße 90 sehr nah an den stark mäandrierenden Jordanverlauf heran und ist teilweise durch besondere Grenzbauten geschützt. Schließlich verlässt sie an einem Kontrollpunkt nördlich von Mehola das Westjordanland.
An den Kontrollpunkten an der Nationalstraße 90 werden Fahrzeuge mit israelischen Kennzeichen in der Regel nicht kontrolliert.

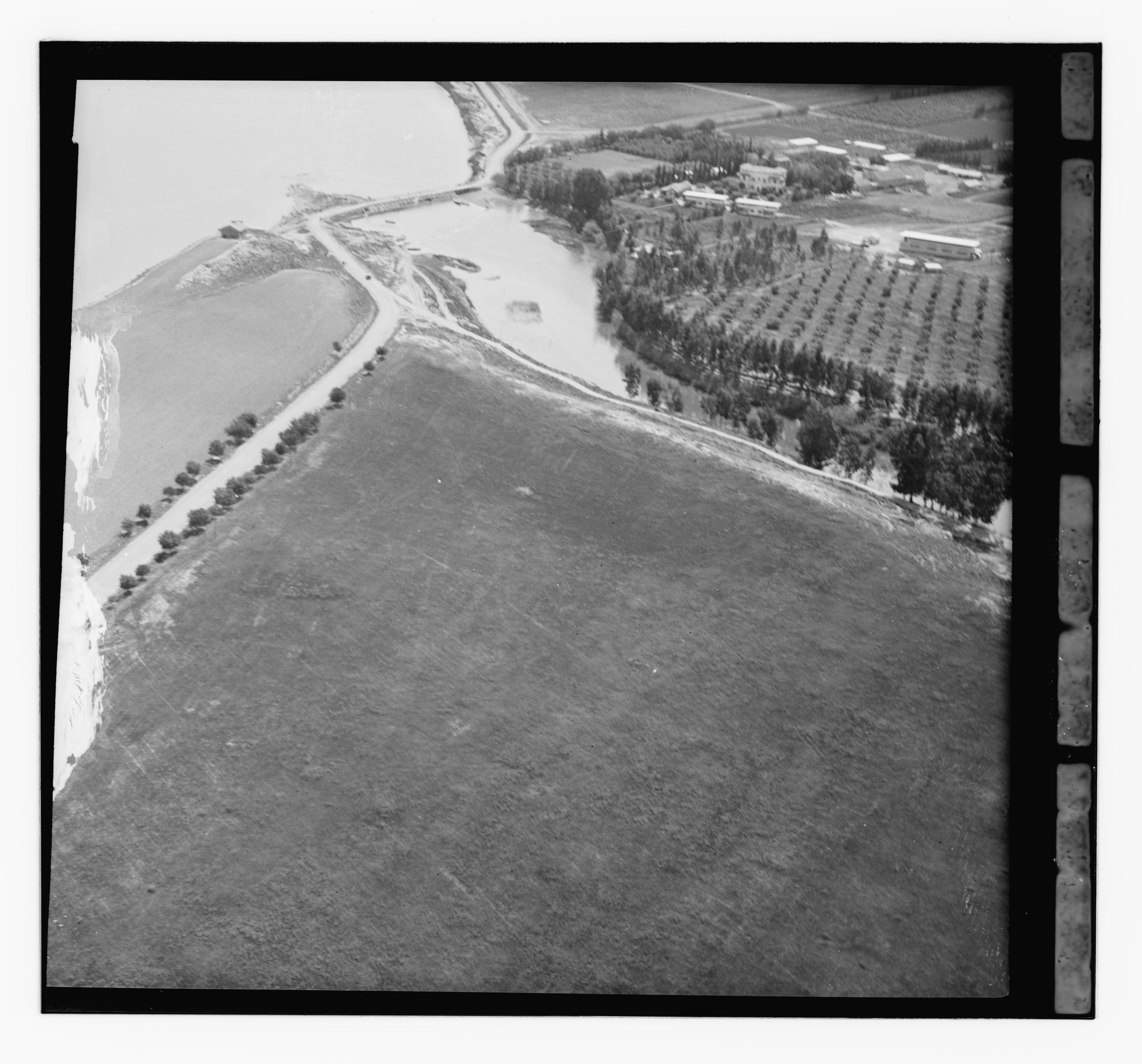
Brücke über den Jordan am Auslass vom See Genezareth im Straßenabschnitt Samach–Tiberias, neben Degania, 1930

Auf der Höhe von Beit Scheʾan kreuzt die Nationalstraße  von Afula kommend, die nach Osten zum nördlichen Grenzübergang nach Jordanien führt. Schließlich erreicht die Nationalstraße 90 den See Genezareth und biegt nach Westen ab, während die Nationalstraße  in östlicher Richtung um den See läuft. Die Nationalstraße 90 verläuft an seinem westlichen Ufer nach Tiberias, in diesem Abschnitt einer der letzten öffentlichen Straßenbauaufträge der britischen Occupied Enemy Territory Administration South (OETA South) vom Juni 1920. Er sollte Tiberias mit dem Bahnhof der Bahnstrecke Haifa–Darʿā in Samach verbinden, das am 24. April von Beduinen überfallen worden war, ohne dass britische Verstärkung aus Tiberias hatte herbeieilen können.  
In Tiberias mündet die von Haifa und Nazareth heranführende Nationalstraße  ein. Weiter dem Seeufer in nordöstlicher Richtung folgend durchquert sie eine Tiefebene bei Migdal und verlässt dessen Gebiet an einer Straßengabelung, wo die Nationalstraße  nach Osten zu den Golanhöhen abzweigt. Von diesem Punkt an erstreckt sich die Route wieder in nördliche Richtung, vorbei an einem westlich gerichteten Abzweig der Nationalstraße  nach Akko, bis sie den Abzweig der Nationalstraße  nach Kuneitra und Damaskus erreicht, der ursprünglich von großer militärischer Bedeutung war. Weiter nach Norden am Fuße der zu Israel gehörenden Abhänge des bewaldeten Berglandes im Dschabal ʿAmil erreicht die Straße in der Chulaebene die Kleinstadt Qirjat Schmona. Nach diesem Ort zweigt in östliche Richtung die Nationalstraße  ab, auf der man das Chermon-Massiv mit dem einzigen Wintersportareal Israels erreichen kann. Mit ihrem letzten nördlichen Abschnitt erreicht sie nun die stark befestigte Grenzstadt Metulla unmittelbar an der Grenze zum Libanon. Grenzübergänge zwischen Israel und dem Libanon existieren nicht.
Mit ihrem gesamten Verlauf folgt die Nationalstraße 90 dem Jordangraben, der nördliche Teil der tektonischen Großstruktur des Großen Afrikanischen Grabenbruchs.

## Ausgewählte Sehenswürdigkeiten

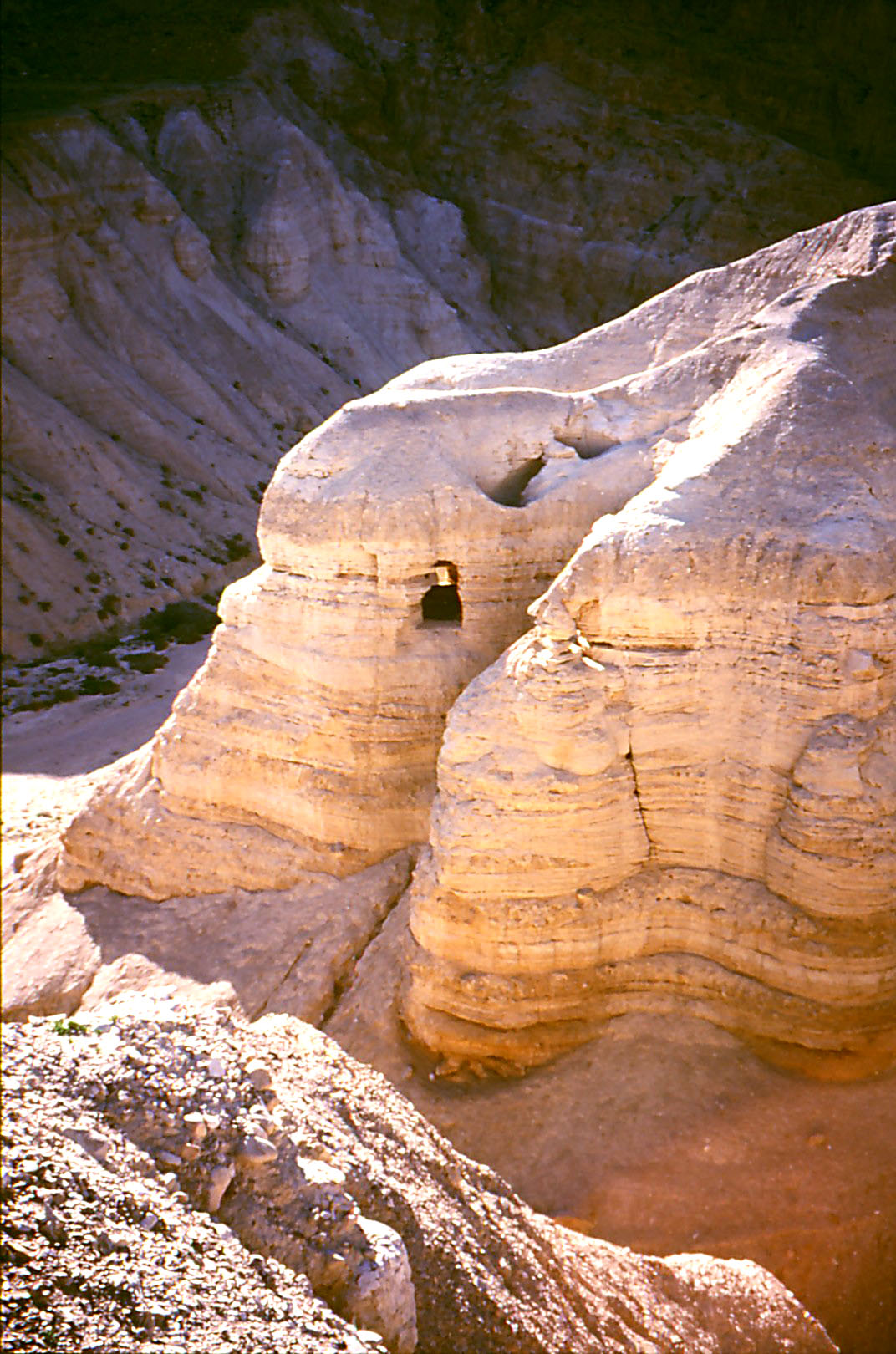
Höhlen in der Umgebung von Qumran

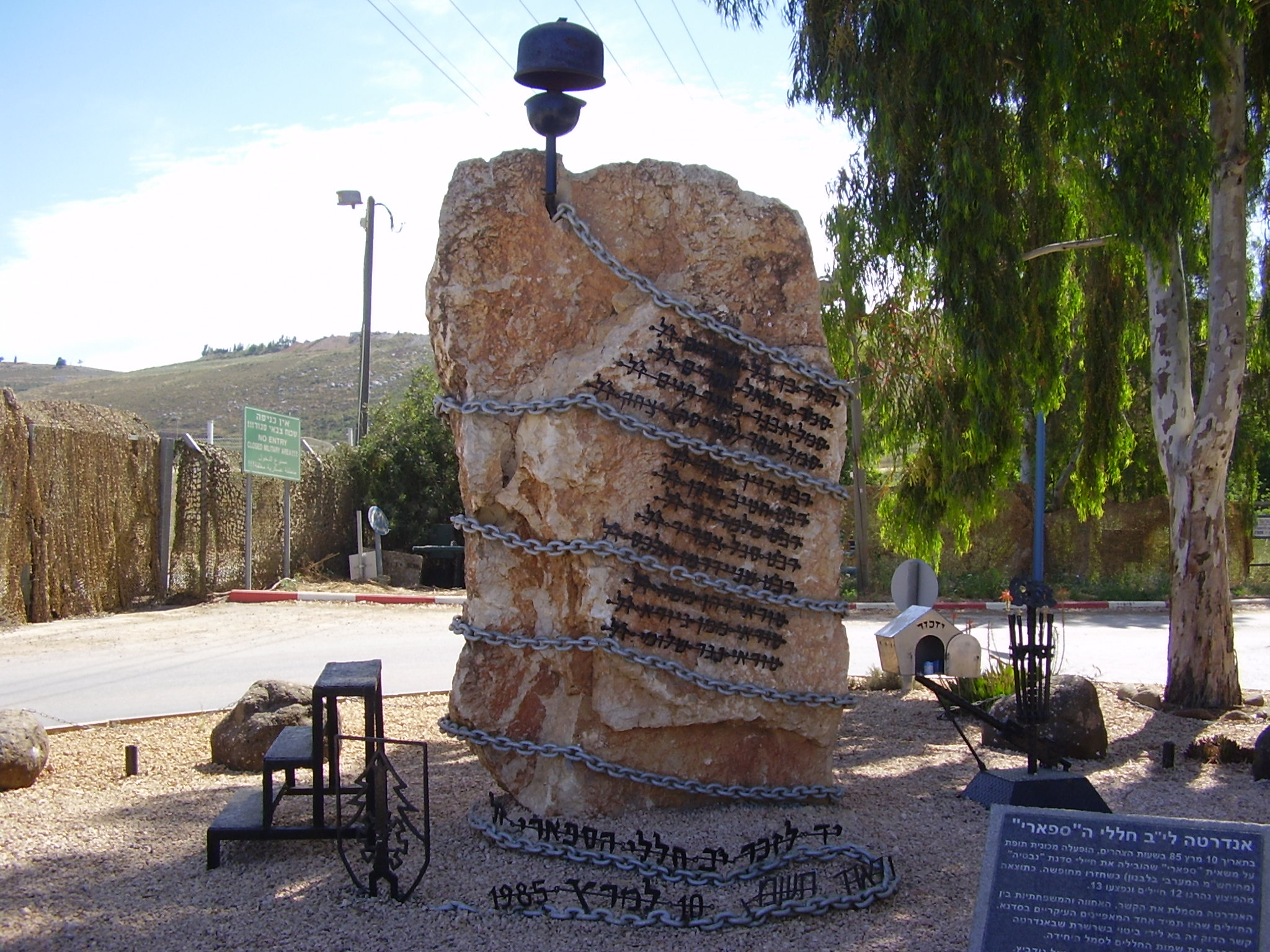
"Safari"-Denkmal in Metulla

- Eilat
- Chai Bar Jotvata
- Timna
- Mineralquellen von Ein Boqéq
- Festung Massada
- Totes Meer
- Oase Ein Gedi
- Qumran und Höhlen in der Umgebung
- Kloster in Jericho (Arīḩā),
- Jordantal-Denkmal
- See Genezareth
- "Safari"-Denkmal in Metulla